# Dähre
Dähre é um município da Alemanha, situado no distrito de Altmarkkreis Salzwedel, no estado de Saxônia-Anhalt. Tem 78,73 km² de área, e sua população em 2019 foi estimada em 1.464 habitantes. Desde 1 de janeiro de 2009, incorporou o antigo município de Lagendorf.